# Veleposlanstvo Indije u Washingtonu D.C.
Veleposlanstvo Indije u Washingtonu D.C. predstavlja diplomatsko predstavništvo Republike Indije u SAD-u. Nalazi se u diplomatskoj četvrti na Massachusetts Avenue. Sama zgrada je izgrađena 1901. godine a njen prvotni vlasnik bio je T. Morris Murray. Ispred zgrade ambasade postavljen je brončani spomenik Mahatmi Gandhiju. Riječ je o daru indijskog Vijeća za kulturne odnose koji je donesen 16. rujna 2000. tijekom državničkog posjeta indijskog premijera Vajpayee tadašnjem američkom predsjedniku Billu Clintonu.
Osim veleposlanstva u Washingtonu, Indija ima i konzulate u New Yorku, Chicagu, Atlanti, Houstonu i San Franciscu.
Trenutačni indijski veleposlanik u SAD-u je Taranjit Singh Sandhu.

## Vanjske poveznice
- Službena web stranica veleposlanstva